# Disocactus speciosus subsp. cinnabarinus
A Disocactus speciosus subsp. cinnabarinus taxon a legújabb érvényben lévő rendszerek értelmében a Disocactus speciosus faj alfaja. A korábban Heliocereus heterodoxus néven leírt faj is ide tartozik.

## Elterjedése és élőhelye
Mexikó; Honduras; El Salvador; Guatemala: az Agua vulkán lejtői, 1700–3800 m tengerszint feletti magasságban.

## Jellemzői
Felegyenesedő vagy lecsűngő hajtásrendszerű kúszó epifita. Hajtásai 3 bordásak, 15 mm átmérőjűek, 380–600 mm hosszúak, areolái erősen fejlettek, 10 sárgásbarna tövist hordoznak, melyek 5 (-8) mm hosszúak, a szár alján rövidebbek. Virágai 150 mm hosszúak, 80–90 mm átmérőjűek, a külső szirmok kihajlanak, színük mély cinóbervörös. A külső szirmok zöldes-barnás-vöröses színűek.